# Ca l'Hostal (Marçà)
Ca l'Hostal és una obra de Marçà (Priorat) inclosa a l'Inventari del Patrimoni Arquitectònic de Catalunya.

## Descripció
Edifici de planta irregular, de planta baixa, pis i golfes, habilitades com a segon pis, bastit de maçoneria i maó, arrebossat, amb reforç de carreu als angles i cobert per teulada a dues vessants. A la façana s'obren dues portes i dues finestres a la planta baixa; cinc balcons al primer pis i cinc més petits al segon pis. És interessant la porta dovellada amb reforços laterals, tots de gres vermell, amb pedrissos laterals. La porta, de dues dernes desiguals, deixa veure una bonica entrada amb el pou d'una cisterna i abeurador, tot de pedra.

## Història
Segons sembla, la casa havia servit, en tems anteriors, d'hostal, funció que encara recorda el seu nom. No hi ha, però, dades al respecte. Reformada fa uns anys, la casa continua mantenint una certa elegància en el conjunt format per l'església, cal Crusat i cal Joan Batlle, en el context de la plaça de l'església.